# Sultan Kösen
Sultan Kösen (Dedeköy, Turquía, 10 de diciembre de 1982) es uno de los hombres más altos de la historia. En la actualidad es la persona viva más alta, tras haber sido coronado como tal durante la presentación en Londres del Libro Guinness de los Récords 2010. Mide 2,51 m (8′ 3″), aunque actualmente tiene un problema en la espalda que le impide erguirse totalmente. También posee las manos más grandes del mundo, de 27,5 centímetros. Su antecesor como persona viva más alta fue el chino Bao Xi Shun, de 2,36 m (7′ 9″).
Kösen creció como cualquier otro niño hasta los diez años, cuando un tumor en la glándula pituitaria le provocó una enfermedad conocida como "gigantismo pituitario" que descontroló su ritmo de crecimiento. 
Un técnico del Galatasaray SK de baloncesto lo encontró en 2003 en un pequeño pueblo en la frontera de Turquía con Irak, medía por aquel entonces 2,42 m (7′ 11″). Quería hacer de Kösen un jugador de baloncesto profesional, pero pronto resultó evidente que le era físicamente imposible jugar.
En 2010 fue intervenido quirúrgicamente para extirparle el tumor, tras lo cual su cuerpo detuvo su crecimiento incesante. Sufre de acromegalia.
Desde 2012, Sultan Kösen ha sido miembro de la compañía Magic Circus of Samoa, donde actúa en el Pacífico en Tahití, Seychelles y Nueva Caledonia.
Ese mismo año Sultan Kösen se encontró por primera vez con el hombre más pequeño del mundo, He Pingping, en Estambul por los Récords Guinness.